# Saltarello
Saltarello – średniowieczny, włoski taniec ludowy, w metrum 3/8 lub 6/8. Początkowo łączony z tańcem estampie. 
Najstarszy dokument, który wspomina saltarello, to manuskrypt Add. 29987, pochodzący z Włoch, datowany na około 1390 rok. Obecnie znajduje się w Narodowej Bibliotece (British Library) w Londynie. Wymienionych jest w nim  15  tańców (8 estampie, 4 saltarella, 1 trotta i 2 laments).  
W XVI wieku saltarello weszło w skład tańców dworskich i zazwyczaj było tańczone razem z wolniejszym passamezzem. Później weszło także w skład suity barokowej. 